# Lindhorst
Lindhorst è un comune della Bassa Sassonia, in Germania.
Appartiene al circondario della Schaumburg ed è parte della comunità amministrativa di Lindhorst.